# Carl Hintze
Carl Hintze (ur. 17 sierpnia 1851 we Wrocławiu, zm. 28 grudnia 1916 tamże) – niemiecki geolog i mineralog, profesor Königliche Universität Breslau.

## Życiorys
W 1872 został asystentem na Uniwersytecie w Strasburgu. Jesienią 1880  objął stanowisko konsultanta naukowego w zakładzie handlu minerałami Friedricha Ludwiga Roberta Krantza w Bonn. W 1884 przyjął również posadę wykładowcy mineralogii i krystalografii na Uniwersytecie w Bonn. W 1886 został profesorem mineralogii na macierzystej uczelni – Uniwersytecie Wrocławskim. Tam w 1892 po śmierci Ferdinanda Roemera został mianowany profesorem zwyczajnym. Pozostał na tym stanowisku do końca życia, a od 1892 był także dyrektorem Instytutu Geologii i Paleontologii Uniwersytetu Wrocławskiego (po podziale tego Instytutu na dwa odrębne instytuty w 1897 objął kierownictwo nowo powstałego Instytutu Mineralogicznego).
Główną pracą Carla Hintzego była monumentalna monografia licząca 5000 stron: Handbuchs der Mineralogie (poszczególne tomy wydawano w: 1889, 1897, 1904, 1910, 1915, 1930, 1933; dwa ostatnie pośmiertnie; tomy powstałe później są autorstwa innych badaczy).

## Upamiętnienie
Na cześć badacza nazwano odkryty w 1978 minerał nazwą carlhintzeit.